# 양정모 (기업인)
양정모(梁正模, 1921년 9월 13일 ~ 2009년 3월 29일)는 대한민국의 기업인으로, 국제그룹 회장이었다.

## 생애
본관은 남원이며 부산 동래구 안락동에서 태어나 부산고등공업학교를 졸업했다.
1949년 부친 양태진과 함께 부산에 국제고무공업사를 설립하여 이후 《왕자표》 고무신을 첫 생산하기 시작했다. 6.25 전쟁 와중에 군수품 생산으로 큰돈을 모았다. 신발 회사 ‘국제신발’은 1962년 대한민국 최초로 미국 시장 진출에 성공했다.
1963년 신발류와 비닐제품 생산업체 진양화학을 세워 1970년대초 신발 수출 붐을 타고 눈부신 성장을 거듭했다. 이후 직물가공업체 성창섬유, 국제상선, 신동제지, 동해투자금융 등을 잇따라 창업하고 동서증권, 동우산업, 조광무역, 국제토건, 국제종합엔지니어링, 원풍산업 등을 인수하며 재벌 반열에 올랐다. 1980년대 21개 계열사를 거느린 재계 서열 7위의 국제그룹으로 키웠다. 1981년 전경련 부회장을 지냈다.
그러나 1985년 전두환 정권 아래에서 그룹이 해체되면서 주력 계열사였던 국제종합건설과 동서증권은 극동건설그룹에, 나머지 계열사와 국제그룹 사옥은 한일그룹에 각각 넘어갔다.
국제그룹이 해체 시련을 겪은 이유는 양 전 회장이 정치자금 헌납 등의 요구를 거부하고 대통령이 주재하는 모임에 늦게 나타난 것이 최고 권력자의 심기를 불편하게 했고, 이것이 그룹 해체의 결정적 계기가 됐다는 것이다. 1980년대 말 정주영 당시 현대그룹 회장은 한 세미나에서 는 말을 남기기도 했다.
이후 양 전 회장은 정부를 상대로 국제그룹 해체가 부당하다며 위헌소송을 벌여 승소했지만, 이 과정에서 정관계 로비자금 유포 사건 등에 휘말리고 외환위기를 거치면서 결국 그룹 재건의 꿈을 이루지 못했다.

## 학력
- 부산고등공업학교 졸업

## 가족
- 사위: 왕정홍
  - 외손녀: 왕지원

## 양정모를 연기한 배우

### TV 드라마
- 한인수 - 2005년 MBC 《제5공화국》